# Palazzo Marigliano (Nápoly)
A Palazzo Marigliano vagy ismertebb nevén Palazzo di Capua egy 1512-1513 között épült palota Nápoly történelmi óvárosának Decumano Inferiore részében. Építője Giovanni Francesco Di Palma volt. Az egyik legszebb XVI. századi palota, három emelettel és márvány portállal. Az épület egy belső kertet fog közre ("hortus conclusus"). Kialakítása bizonyítja az építész hozzáértését a terek és színek összehangolásához.